# 1-je Rożdiestwienskoje
1-je Rożdiestwienskoje, także Pierwoje Rożdiestwienskoje (ros. 1-е Рождественское, Первое Рождественское) – wieś (ros. село, trb. sieło) w zachodniej Rosji, w sielsowiecie wierchniechotiemlskim rejonu fatieżskiego w obwodzie kurskim.

## Geografia
Miejscowość położona jest nad potokiem Wierchnij Chotieml (lewy dopływ Usoży w dorzeczu Swapy), 1 km od centrum administracyjnego sielsowietu (Wierchnij Chotieml), 7,5 km na południe od centrum administracyjnego rejonu (Fatież), 38 km na północny zachód od Kurska, 2,5 km od drogi magistralnej (federalnego znaczenia) M2 «Krym» (część trasy europejskiej E105).
We wsi znajduje się 30 posesji.
Klimat
Miejscowość, jak i cały rejon, znajduje się w strefie klimatu kontynentalnego z łagodnym ciepłym latem i równomiernie rozłożonymi opadami rocznymi (Dfb w klasyfikacji klimatów Köppena).

## Demografia
W 2010 r. wieś zamieszkiwały 34 osoby.